# ميلادين ميلادينوفيتش
ميلادين ميلادينوفيتش (بالكرواتية: Mladen Mladenović)‏ (مواليد 13 سبتمبر 1964) هو لاعب كرة قدم. يلعب مع منتخب كرواتيا لكرة القدم منذ عام 1990.

## وصلات خارجية
- ميلادين ميلادينوفيتش على موقع الاتحاد الأوربي (الإنجليزية)
- ميلادين ميلادينوفيتش على موقع اتحاد كرواتيا (الكرواتية)
- ميلادين ميلادينوفيتش على موقع رابطة كرة القدم اليابانية للمحترفين (اليابانية)
- ميلادين ميلادينوفيتش على موقع قاعدة بيانات كرة القدم.إي يو (الإنجليزية)
- ميلادين ميلادينوفيتش على موقع ناشيونال فوتبول تيمز (الإنجليزية)
- ميلادين ميلادينوفيتش على موقع عالم كرة القدم.نت (الإنجليزية)
- National Football Teams